# ISO 15924
ISO 15924, Codes for the representation of names of scripts define dois conjuntos de códigos para um número de sistemas de escrita. A cada escrita são dados um código de quatro letras e um numérico.
Escrita é definida como um "conjunto de carateres gráficos usados para a forma escrita de uma ou mais línguas".